# Wrighthamaren
Der Wrighthamaren ist ein 2190 m hoher Berg in der Heimefrontfjella des ostantarktischen Königin-Maud-Lands. Er ist der nördlichste Berg der Sivorgfjella.
Wissenschaftler des Norwegischen Polarinstituts benannten ihn 1967 nach dem norwegischen Politiker Carl August Petersen Wright (1893–1961), Abgeordneter des Storting und ein Anführer der Widerstandsbewegung gegen die deutsche Besatzung Norwegens im Zweiten Weltkrieg.